# Elecciones estatales de Alagoas de 2022
Las elecciones estatales en Alagoas en 2022 se realizaron el 2 de octubre y la segunda vuelta el 30 de octubre, como parte de las elecciones generales. Los electores con derecho a voto podían elegir al Presidente y Vicepresidente de la República, Gobernador y Vicegobernador del Estado y un Senador de la República con dos suplentes, además de 9 Diputados Federales y 27 Diputados Estatales. Los electos tomarán posesión el 1 de enero (Presidente, Gobernador y respectivos vicepresidentes) o el 1 de febrero (senador y diputados) de 2023 para períodos de 4 años (excepto en el caso del senador, que tendrá un período de 8 años).
El gobernador y los vicegobernadores elegidos en esta elección ejercerán su mandato unos días más. Esto se debe a la Enmienda Constitucional N° 111, que modificó la Constitución Federaly estipuló que el mandato de los gobernadores de los estados y del Distrito Federal debía comenzar el 6 de enero después de la elección. Sin embargo, los candidatos electos en esta elección tomarán posesión el 1 de enero de 2023 y entregarán su cargo el 6 de enero de 2027.
El actual gobernador del estado es Paulo Dantas, elegido indirectamente por la Asamblea Legislativa para completar el período el 15 de mayo de 2022. El cargo quedó vacante tras la renuncia de Renan Filho a postularse para el Senado Federal y el estado no contaba con vicegobernador, ya que Luciano Barbosa había renunciado para asumir la Prefectura de Arapiraca en 2021. Además, el presidente de la Asamblea Legislativa, que debía asumir por línea de sucesión, se abstuvo ya que asumir el ejecutivo le impediría ser reelegido como diputado en las elecciones de 2022. Klever Loureiro, presidente del Tribunal de Justicia de Alagoas, asumió como gobernador interino en el período entre la renuncia de Renan Filho y la elección indirecta de Paulo Dantas.
Para la elección al Senado Federal, se disputa la vacante ocupada por Fernando Collor de Mello, del PTB, reelecto en 2014.

## Calendario electoral
| Calendario electoral       | Calendario electoral                                                                      |
| -------------------------- | ----------------------------------------------------------------------------------------- |
| 15 de mayo                 | Inicio del financiamiento para precandidatos                                              |
| 20 de julio al 5 de agosto | Convenciones partidarias para elegir candidatos y coaliciones                             |
| 2 de octubre               | Primera vuelta de las elecciones                                                          |
| 7 al 28 de octubre         | Publicidad electoral gratuita en radio y televisión relativa a una posible segunda vuelta |
| 30 de octubre              | Segunda vuelta electoral                                                                  |
| hasta el 19 de diciembre   | Entrega de credenciales por el Tribunal Electoral                                         |

## Candidatos a gobernador de Alagoas

### Candidaturas confirmadas
Las convenciones del partido comenzaron el 20 de julio y se prolongaron hasta el 5 de agosto. Los siguientes partidos políticos ya han confirmado sus candidaturas. Los partidos políticos tienen hasta el 15 de agosto de 2022 para registrar formalmente a sus candidatos.
     Candidato electo     Candidatos que pasaron a la segunda vuelta
| Gobernador | Gobernador | Gobernador          | Vicegobernador | Vicegobernador | Vicegobernador      | Nª | Coalición / Federación                                                        | Tiempo en franja |
| Candidato  | Candidato  | Candidato           | Partido        | Partido        | Candidato           | Nª | Coalición / Federación                                                        | Tiempo en franja |
| ---------- | ---------- | ------------------- | -------------- | -------------- | ------------------- | -- | ----------------------------------------------------------------------------- | ---------------- |
|            | PMB        | Luciano Fontes      |                | PMB            | Rogers Tenorio      | 35 |                                                                               |                  |
|            | PTB        | Fernando Collor     |                | PL             | Leonardo Días       | 14 | Alagoas Verde y Amarilla PTB, PL, AGIR-36                                     | 1m               |
|            | PRTB       | Luciano Almeida     |                | PRTB           | Sargento Walderlan  | 28 | Alagoas Adelante PRTB, PROS                                                   | 19s              |
|            | MDB        | Paulo Dantas        |                | PDT            | Ronaldo Lessa       | 15 | Alagoas De Aquí Para Mejor MDB, PDT, PSC, FE Brasil (PT, PCdoB, PV), PODE, SD | 2m52s            |
|            | PSOL       | Cicerón Albuquerque |                | PSOL           | Eliana Silva        | 50 | Federación (PSOL, REDE)                                                       | 22s              |
|            | UNIÃO      | Rodrigo Cunha       |                | PSDB           | Jo Pereira          | 44 | Alagoas merece más UNIÃO, Fed (PSDB, Cidadania), PP, PSB                      | 3m49s            |
|            | PSD        | Rui Palmeira        |                | REP            | Arturo Alburquerque | 55 | Alagoas Adelante PSD, REP, PATRI                                              | 1m35s            |

## Candidatos al Senado Federal

### Solicitudes confirmadas
Las convenciones del partido comenzaron el 20 de julio y se prolongaron hasta el 5 de agosto. Los siguientes partidos políticos ya han confirmado sus candidaturas. Los partidos políticos tienen hasta el 15 de agosto de 2022 para registrar formalmente a sus candidatos.
     Candidato electo
| Senador            | Senador                        | Senador | Suplentes                           | Suplentes | Suplentes | Nª  | Coalición / Federación                                                        | Tiempo en franja |
| Candidato          | Partido                        | Partido | Candidato                           | Partido   | Partido   | Nª  | Coalición / Federación                                                        | Tiempo en franja |
| ------------------ | ------------------------------ | ------- | ----------------------------------- | --------- | --------- | --- | ----------------------------------------------------------------------------- | ---------------- |
| Suzana Souza       |                                | PMB     | 1er suplente: Eudes Emidio          |           | PMB       | 350 |                                                                               |                  |
| Suzana Souza       | 2do suplente: Floripes Orestes | PMB     |                                     |           | PMB       | 350 |                                                                               |                  |
| David Davino Filho |                                | PP      | 1er suplente: João Caldas           |           | UNIÃO     | 111 | Alagoas merece más UNIÃO, Fed (PSDB, Cidadania), PP, PSB                      | 1m56s            |
| David Davino Filho | 2do suplente: Gunnar Nicacio   | PP      |                                     |           | UNIÃO     | 111 | Alagoas merece más UNIÃO, Fed (PSDB, Cidadania), PP, PSB                      | 1m56s            |
| Coronel Do Valle   |                                | PROS    | 1er suplente: Janaina Lins          |           | PROS      | 900 | Alagoas Adelante PSD, REP, PATRI                                              | 13s              |
| Coronel Do Valle   | 2do suplente: María del Valle  | PROS    |                                     |           | PROS      | 900 | Alagoas Adelante PSD, REP, PATRI                                              | 13s              |
| Mario Agra         |                                | PSOL    | 1er suplente: Jose Nascimento Silva |           | PSOL      | 500 | Federación (PSOL, REDE)                                                       | 15s              |
| Mario Agra         | 2do suplente: Elizabete Gomes  | PSOL    |                                     |           | PSOL      | 500 | Federación (PSOL, REDE)                                                       | 15s              |
| Renán Filho        |                                | MDB     | 1er suplente: Fernando Farías       |           | MDB       | 151 | Alagoas De Aquí Para Mejor MDB, PDT, PSC, FE Brasil (PT, PCdoB, PV), PODE, SD | 2m56s            |
| Renán Filho        | 2do suplente: Adela María      | MDB     |                                     | PV        |           | 151 | Alagoas De Aquí Para Mejor MDB, PDT, PSC, FE Brasil (PT, PCdoB, PV), PODE, SD | 2m56s            |

## Debates
| Fecha | Organizadores    | Mediador        | Collor (PTB) | Luciano (PRTB) | Rodrigo (UNIÃO) | Pablo (MDB) | Cicerón (PSOL) | Rui (PSD) |
| ----- | ---------------- | --------------- | ------------ | -------------- | --------------- | ----------- | -------------- | --------- |
| 30/08 | Portal 7Segundos | Luciano Amorim  | P            | P              | P               | P           | P              | P         |
| 05/09 | TV Mar           | Wyderlan Araújo | P            | P              | NI              | NI          | P              | P         |
| 24/09 | TV Pajuçara      | Mariana Godoy   | P            | P              | P               | P           | P              | P         |
| 27/09 | TV Gazeta        | Fabio Turci     | P            | P              | P               | P           | P              | P         |
| 29/09 | TV Ponta Verde   | Darlisson Dutra | A            | P              | P               | A           | P              | P         |

## Encuestas

### Gobernador
| Encuestadora         | Fecha                     | Muestra | Paulo MDB | Collor PTB                | Rodrigo UNIÃO | Rui PSD | Cicero PSOL | Otros | NS/NR  | Ventaja |     |     |    |    |     |     |
| -------------------- | ------------------------- | ------- | --------- | ------------------------- | ------------- | ------- | ----------- | ----- | ------ | ------- | --- | --- | -- | -- | --- | --- |
| Encuestadora         | Fecha                     | Muestra | Ipec      | 28–30 de setembro de 2022 | 800           | 41%     | 12%         | Otros | NS/NR  | Ventaja | 21% | 14% | 1% | 1% | 10% | 20% |
| Fundepes             | 23–26 de setembro de 2022 | 1.311   | 38,7%     | 14,6%                     | 17,7%         | 8,9%    | 1,3%        |       | 18,4%  | 21%     |     |     |    |    |     |     |
| Ibrape/Cadaminuto    | 21–24 de setembro de 2022 | 1.992   | 38%       | 13%                       | 24%           | 9%      |             |       | 16%    | 14%     |     |     |    |    |     |     |
| Instituto DataSensus | 21–22 de setembro de 2022 | 5.109   | 37%       | 13%                       | 21%           | 10%     |             | 2%    | 17%    | 16%     |     |     |    |    |     |     |
| Ipec                 | 16–18 de setembro de 2022 | 800     | 30%       | 20%                       | 20%           | 11%     | 1%          | 1%    | 17%    | 10%     |     |     |    |    |     |     |
| Ibrape/Cadaminuto    | 11–14 de setembro de 2022 | 1.992   | 36%       | 17%                       | 20%           | 9%      |             |       | 18%    | 16%     |     |     |    |    |     |     |
| Paraná Pesquisas     | 10–14 de setembro de 2022 | 1.510   | 30%       | 18,9%                     | 20,8%         | 12%     | 1,7%        | 1,7%  | 14,9%  | 9,2%    |     |     |    |    |     |     |
| Result               | 7–11 de setembro de 2022  | 1.067   | 23,1%     | 15,5%                     | 16,2%         | 17,2%   | 0,8%        |       | 27,2%  | 5,9%    |     |     |    |    |     |     |
| Instituto DataSensus | 9–10 de setembro de 2022  | 5.062   | 33%       | 15%                       | 21%           | 10%     | 1%          | 1%    | 19%    | 12%     |     |     |    |    |     |     |
| Ibrape/Cadaminuto    | 2–5 de setembro de 2022   | 1.992   | 35%       | 19%                       | 19%           | 8%      |             |       | 19%    | 16%     |     |     |    |    |     |     |
| Ipec                 | 29–31 de agosto de 2022   | 800     | 24%       | 17%                       | 21%           | 15%     | 1%          | 2%    | 21%    | 3%      |     |     |    |    |     |     |
| Instituto DataSensus | 26–28 de agosto de 2022   | 5.040   | 29,5%     | 18,7%                     | 17,8%         | 10,1%   | 1%          | 1%    | 21,8%  | 10,8%   |     |     |    |    |     |     |
| Ibrape/Cadaminuto    | 21–25 de agosto de 2022   | 1.992   | 34%       | 24%                       | 14%           | 7%      |             |       | 21%    | 10%     |     |     |    |    |     |     |
| Fundepes             | 21–23 de agosto de 2022   | 1.311   | 34,5%     | 22,98%                    | 13,53%        | 7,56%   |             |       | 21,39% | 11,52%  |     |     |    |    |     |     |
| Paraná Pesquisas     | 11–15 de agosto de 2022   | 1.510   | 25,1%     | 22,6%                     | 18,1%         | 13,6%   | 1,6%        | 1,4%  | 17,7%  | 2,5%    |     |     |    |    |     |     |
| Instituto DataSensus | 12–13 de agosto de 2022   | 5.072   | 28%       | 19%                       | 14,6%         | 10%     | 1,2%        |       | 25,2%  | 9%      |     |     |    |    |     |     |
| Fundepes             | 1–5 de agosto de 2022     | 1.311   | 29,9%     | 20,3%                     | 13,5%         | 7,2%    |             |       | 30%    | 9,6%    |     |     |    |    |     |     |
| Instituto DataSensus | 29–30 de julho de 2022    | 5.032   | 30,7%     | 18,6%                     | 15,5%         | 12%     | 1,5%        |       | 21,7%  | 12,1%   |     |     |    |    |     |     |

### Senador Federal

Candidato más votado por municipio (102):
Renan Filho (86)
Davi Davino Filho (17)

| Encuestadora         | Fecha                     | Muestra | Renan MDB | Davi PP                   | Coronel PROS | Agra PSOL | Suzana PMB | NS/NR  | Ventaja |    |    |    |     |     |
| -------------------- | ------------------------- | ------- | --------- | ------------------------- | ------------ | --------- | ---------- | ------ | ------- | -- | -- | -- | --- | --- |
| Encuestadora         | Fecha                     | Muestra | Ipec      | 28–30 de setembro de 2022 | 800          | 57%       | 25%        | NS/NR  | Ventaja | 3% | 1% | 2% | 12% | 32% |
| Fundepes             | 23–26 de setembro de 2022 | 1.311   | 48,3%     | 23,9%                     | 2,3%         |           |            | 25,2%  | 24,4%   |    |    |    |     |     |
| Ibrape/Cadaminuto    | 21–24 de setembro de 2022 | 1.992   | 56%       | 26%                       | 1%           |           |            | 17%    | 30%     |    |    |    |     |     |
| Instituto DataSensus | 21–22 de setembro de 2022 | 5.109   | 51%       | 24%                       | 2%           | 1%        | 4%         | 18%    | 27%     |    |    |    |     |     |
| Ipec                 | 16–18 de setembro de 2022 | 800     | 59%       | 21%                       | 3%           | 1%        | 2%         | 15%    | 38%     |    |    |    |     |     |
| Ibrape/Cadaminuto    | 11–14 de setembro de 2022 | 1.992   | 55%       | 24%                       | 2%           | 1%        | 0%         | 20%    | 31%     |    |    |    |     |     |
| Paraná Pesquisas     | 10–14 de setembro de 2022 | 1.510   | 50,3%     | 24%                       | 4,2%         | 0,7%      | 1,5%       | 19,3%  | 26,3%   |    |    |    |     |     |
| Instituto DataSensus | 9–10 de setembro de 2022  | 5.062   | 50,3%     | 21,4%                     | 2,6%         | 0,9%      | 3,5%       | 21,3%  | 28,9%   |    |    |    |     |     |
| Ibrape/Cadaminuto    | 2–5 de setembro de 2022   | 1.992   | 57%       | 20%                       | 2%           | 1%        | 1%         | 20%    | 37%     |    |    |    |     |     |
| Ipec                 | 29–31 de agosto de 2022   | 800     | 56%       | 17%                       | 4%           | 1%        | 1%         | 21%    | 39%     |    |    |    |     |     |
| Instituto DataSensus | 26–28 de agosto de 2022   | 5.040   | 51,8%     | 16,2%                     | 2,8%         | 1%        | 5,9%       | 22,3%  | 35,6%   |    |    |    |     |     |
| Ibrape/Cadaminuto    | 21–25 de agosto de 2022   | 1.992   | 57%       | 20%                       | 2%           | 2%        | 2%         | 18%    | 37%     |    |    |    |     |     |
| Fundepes             | 21–23 de agosto de 2022   | 1.311   | 56,61%    | 19,37%                    | 4,35%        |           |            | 16,52% | 37,24%  |    |    |    |     |     |
| Paraná Pesquisas     | 11–15 de agosto de 2022   | 1.510   | 50,5%     | 23,6%                     | 1,6%         | 1,1%      | 2,2%       | 18,9%  | 26,9%   |    |    |    |     |     |
| Instituto DataSensus | 12–13 de agosto de 2022   | 5.072   | 52,4%     | 13,7%                     | 3,4%         | 1,4%      |            | 26,7%  | 38,7%   |    |    |    |     |     |
| Fundepes             | 1–5 de agosto de 2022     | 1.311   | 56,25%    | 18,5%                     |              | 1,91%     |            | 23,35% | 37,75%  |    |    |    |     |     |
| Instituto DataSensus | 29–30 de julho de 2022    | 5.032   | 56,8%     | 18,5%                     |              | 2,6%      |            | 22,1%  | 38,3%   |    |    |    |     |     |

## Resultados

### Gobernador
| Candidato                                                                         | Candidato                 | Candidato                         | Primera vuelta | Primera vuelta | Segunda vuelta | Segunda vuelta |
| Gobernador/a                                                                      | Gobernador/a              | Vicegobernador/a                  | Votos          | %              | Votos          | %              |
| --------------------------------------------------------------------------------- | ------------------------- | --------------------------------- | -------------- | -------------- | -------------- | -------------- |
|                                                                                   | Paulo Dantas (MDB)        | Ronaldo Lessa (PDT)               | 708.984        | 46,64          | 834.278        | 52,33          |
|                                                                                   | Rodrigo Cunha (UNIÃO)     | Jó Pereira (PSDB)                 | 407.220        | 26,79          | 759.984        | 47,67          |
|                                                                                   | Fernando Collor (PTB)     | Leonardo Dias (PL)                | 223.585        | 14,71          |                |                |
|                                                                                   | Rui Palmeira (PSD)        | Arthur Albuquerque (Republicanos) | 157.746        | 10,38          |                |                |
|                                                                                   | Cícero Albuquerque (PSOL) | Eliane Silva (PSOL)               | 17.749         | 1,17           |                |                |
|                                                                                   | Luciano Fontes (PMB)      | Rogers Tenório (PMB)              | 2.737          | 0,18           |                |                |
|                                                                                   | Luciano Almeida (PRTB)    | Sargento Walderlan (PRTB)         | 2.110          | 0,14           |                |                |
|                                                                                   |                           |                                   |                |                |                |                |
| Votos válidos                                                                     | Votos válidos             | Votos válidos                     | 1.520.131      | 84,32          | 1.594.262      | 89,44          |
| Votos nulos                                                                       | Votos nulos               | Votos nulos                       | 193.891        | 10,76          | 140.477        | 7,88           |
| Votos en blanco                                                                   | Votos en blanco           | Votos en blanco                   | 88.769         | 4,92           | 47.668         | 2,68           |
| Total                                                                             | Total                     | Total                             | 1.802.791      | 100,00         | 1.782.407      | 100,00         |
| Registrados/Participación                                                         | Registrados/Participación | Registrados/Participación         | 2.302.905      | 77,61          | 2.322.904      | 76,73          |
|                                                                                   |                           |                                   |                |                |                |                |
| Fuente: Justiça Eleitoral Archivado el 2 de noviembre de 2022 en Wayback Machine. |                           |                                   |                |                |                |                |

### Senador Federal
| Candidato                                                                         | Candidato                 | Partido                   | Votos     | %      |
| --------------------------------------------------------------------------------- | ------------------------- | ------------------------- | --------- | ------ |
|                                                                                   | Renan Filho               | MDB                       | 845.988   | 56,92  |
|                                                                                   | Davi Davino Filho         | PP                        | 627.397   | 42,22  |
|                                                                                   | Mário Agra                | PSOL                      | 12.768    | 0,86   |
|                                                                                   |                           |                           |           |        |
| Votos válidos                                                                     | Votos válidos             | Votos válidos             | 1.486.153 | 82,44  |
| Votos nulos                                                                       | Votos nulos               | Votos nulos               | 201.119   | 11,16  |
| Votos en blanco                                                                   | Votos en blanco           | Votos en blanco           | 115.519   | 6,40   |
| Total                                                                             | Total                     | Total                     | 1.802.791 | 100,00 |
| Registrados/Participación                                                         | Registrados/Participación | Registrados/Participación | 2.322.905 | 77,61  |
|                                                                                   |                           |                           |           |        |
| Fuente: Justiça Eleitoral Archivado el 2 de noviembre de 2022 en Wayback Machine. |                           |                           |           |        |

### Diputados federales electos
| Partidos                  | Partidos                                                | Votos     | %      | Escaños | +/–         |
| ------------------------- | ------------------------------------------------------- | --------- | ------ | ------- | ----------- |
| 11                        | Progresistas (PP)                                       | 546.041   | 33,00  | 4       | 3           |
| 15                        | Movimento Democrático Brasileño (MDB)                   | 260.713   | 15,76  | 2       | 2           |
| 44                        | Unión Brasil (UNIÃO)                                    | 171.375   | 10,36  | 1       | 1           |
| 43                        | Partido Verde (PV)                                      | 154.978   | 9,37   | 1       | 1           |
| 10                        | Republicanos (REP)                                      | 146.523   | 8,86   | 0       | 1           |
| 40                        | Partido Socialista Brasileño (PSB)                      | 117.921   | 7,13   | 0       | 1           |
| 13                        | Partido de los Trabajadores (PT)                        | 79.102    | 4,78   | 1       | Sin cambios |
| 55                        | Partido Social Democrático (PSD)                        | 78.589    | 4,75   | 0       | 1           |
| 45                        | Partido de la Social Democracia Brasileña (PSDB)        | 43.704    | 2,64   | 0       | 1           |
| 12                        | Partido Democrático Laborista (PDT)                     | 16.018    | 0,97   | 0       | Sin cambios |
| 14                        | Partido Laborista Brasileño (PTB)                       | 10.946    | 0,66   | 0       | 1           |
| 70                        | Avante                                                  | 9.217     | 0,56   | 0       | Sin cambios |
| 50                        | Partido Socialismo y Libertad (PSOL)                    | 4.624     | 0,28   | 0       | Sin cambios |
| 23                        | Ciudadanía (CIDADANIA)                                  | 3.266     | 0,20   | 0       | Sin cambios |
| 51                        | Patriota (PATRI)                                        | 3.040     | 0,18   | 0       | Sin cambios |
| 80                        | Unidad Popular (UP)                                     | 2.369     | 0,14   | 0       | Nuevo       |
| 77                        | Solidaridad (SD)                                        | 1.865     | 0,11   | 0       | Sin cambios |
| 33                        | Partido de la Movilización Nacional (PMN)               | 1.092     | 0,07   | 0       | Sin cambios |
| 18                        | Red de Sostenibilidad (REDE)                            | 872       | 0,05   | 0       | Sin cambios |
| 36                        | Actuar (AGIR-36)                                        | 659       | 0,04   | 0       | Sin cambios |
| 16                        | Partido Socialista de los Trabajadores Unificado (PSTU) | 527       | 0,03   | 0       | Sin cambios |
| 35                        | Partido de la Mujer Brasileña (PMB)                     | 383       | 0,02   | 0       | Sin cambios |
| 90                        | Partido Republicano de Orden Social (PROS)              | 235       | 0,01   | 0       | Sin cambios |
| 65                        | Partido Comunista de Brasil (PCdoB)                     | 230       | 0,01   | 0       | Sin cambios |
| 27                        | Democracia Cristiana (DC)                               | 225       | 0,01   | 0       | Sin cambios |
| 29                        | Partido de la Causa Obrera (PCO)                        | 89        | 0,01   | 0       | Sin cambios |
| 28                        | Partido Renovador Laborista Brasileño (PRTB)            | 42        | 0,00   | 0       | Sin cambios |
|                           |                                                         |           |        |         |             |
| Votos válidos             | Votos válidos                                           | 1.654.645 | 91,78  |         |             |
| Votos en blanco           | Votos en blanco                                         | 78.592    | 4,36   |         |             |
| Votos nulos               | Votos nulos                                             | 69.554    | 3,86   |         |             |
| Total                     | Total                                                   | 1.802.791 | 100,00 | 9       | Sin cambios |
| Registrados/Participación | Registrados/Participación                               | 2.322.905 | 77,61  |         |             |

### Diputados estatales electos
| N.º                       | Partido                                                 | Votos     | %      | Escaños | ±           |
| ------------------------- | ------------------------------------------------------- | --------- | ------ | ------- | ----------- |
| 15                        | Movimento Democrático Brasileño (MDB)                   | 772.570   | 46,48  | 14      | 8           |
| 11                        | Progresistas (PP)                                       | 242.341   | 14,51  | 4       | Sin cambios |
| 44                        | Unión Brasil (UNIÃO)                                    | 201.905   | 12,09  | 3       | 1           |
| 10                        | Republicanos (REP)                                      | 137.822   | 8,25   | 2       | 2           |
| 13                        | Partido de los Trabajadores (PT)                        | 72.248    | 4,32   | 1       | 1           |
| 70                        | Avante (AVANTE)                                         | 65.239    | 3,91   | 1       | 1           |
| 22                        | Partido Liberal (PL)                                    | 63.497    | 3,80   | 1       | 1           |
| 55                        | Partido Social Democrático (PSD)                        | 37.794    | 2,26   | 0       | 2           |
| 43                        | Partido Verde (PV)                                      | 27.761    | 1,66   | 1       | Sin cambios |
| 40                        | Partido Socialista Brasileiro (PSB)                     | 16.433    | 0,98   | 0       | Sin cambios |
| 65                        | Partido Comunista de Brasil (PCdoB)                     | 12.554    | 0,75   | 0       | Sin cambios |
| 12                        | Partido Democrático Laborista (PDT)                     | 6.839     | 0,41   | 0       | 1           |
| 14                        | Partido Laborista Brasileño (PTB)                       | 2.656     | 0,16   | 0       | 1           |
| 50                        | Partido Socialismo y Libertad (PSOL)                    | 1.683     | 0,10   | 0       | Sin cambios |
| 80                        | Unidad Popular (UP)                                     | 1.453     | 0,09   | 0       | Sin cambios |
| 77                        | Solidaridad (SD)                                        | 1.348     | 0,08   | 0       | Sin cambios |
| 29                        | Partido de la Causa Obrera (PCO)                        | 603       | 0,04   | 0       | Sin cambios |
| 35                        | Partido de la Mujer Brasileña (PMB)                     | 484       | 0,03   | 0       | Sin cambios |
| 16                        | Partido Socialista de los Trabajadores Unificado (PSTU) | 379       | 0,02   | 0       | Sin cambios |
| 45                        | Partido de la Social Democracia Brasileña (PSDB)        | 344       | 0,02   | 0       | 2           |
| 18                        | Red de Sostenibilidad (REDE)                            | 271       | 0,02   | 0       | Sin cambios |
| 23                        | Ciudadanía (CIDADANIA)                                  | 164       | 0,01   | 0       | 1           |
| 27                        | Democracia Cristiana (DC)                               | 140       | 0,01   | 0       | Sin cambios |
|                           |                                                         |           |        |         |             |
| Votos válidos             | Votos válidos                                           | 1.670.269 | 92,65  |         |             |
| Votos en blanco           | Votos en blanco                                         | 71.258    | 3,95   |         |             |
| Votos nulos               | Votos nulos                                             | 61.264    | 3,40   |         |             |
| Total                     | Total                                                   | 1.802.791 | 100,00 | 27      | Sin cambios |
| Registrados/Participación | Registrados/Participación                               | 2.322.905 | 77,61  |         |             |
| Fuente:                   |                                                         |           |        |         |             |